# Nicolás Massú
Nicolás Alejandro Massú Fried (Viña del Mar, 10. listopada 1979.), nadimka El Vampiro (španjolski: "vampir"), čileanski je umirovljeni tenisač, bivši svjetski broj 9 u pojedinačnoj konkurenciji i osvajač dviju zlatnih olimpijskih medalja. Jedini je muški tenisač koji je tijekom istih igara u suvremenom olimpijskom tenisu (od 1988.) osvojio zlatne medalje pojedinačno i u parovima (s Fernandom Gonzálezom), jedine dvije zlatne medalje koje je Čile osvojio na Olimpijskim igrama. Massú je također stigao do finala Mastersa u Madridu 2003. i osvojio šest naslova pojedinačno. Sada je trener svjetskog austrijskog tenisača Dominica Thiema.

## Djetinjstvo
Massú je Židov. Njegov otac Manuel Massú porijeklom je iz Libanonae i Palestine. Ima četvero braće, Stefana, Jorgea, Gezu i Jurija. Rođen je u obitelji izraelskog i mađarsko-židovskog podrijetla. Njegov djed Ladislao Fried Klein bio je Židov mađarskog porijekla koji je skrivajući preživio nacističku okupaciju Mađarske, a njegovi roditelji nisu preživjeli. Njegova baka Veronika (rođena Vegvari) preživjela je holokaust tijekom kojeg je bila zatvorena u sabirnom logoru Auschwitz.
Massúa je s tenisom upoznao njegov djed u dobi od pet godina. Od 12. godine trenirao ga je na teniskoj akademiji Valle Dorado, u blizini Ville Alemana, Leonardo Zuleta, s kojim je usavršio forhend i dvostruki bekhend. Kasnije je trenirao na akademiji Nick Bollettieri na Floridi, s Marcelom Ríosom, a kasnije u Centru visokih performansi u Barceloni u Španjolskoj.

## Juniorske godine
Kao junior osvojio je prestižni turnir Orange Bowl 1997. Iste godine bio je na prvom mjestu rang-liste u juniorskoj konkurenciji parova (peto mjesto pojedinačno).
Osvojio je juniorske naslove u paru u Wimbledonu (s Luisom Hornom iz Perua) i US Open (sa zemljakom Fernandom Gonzálezom).

## ATP Tour
Godine 1998. debitirao je u Davis Cup reprezentaciji. Prvi finale na ATP turnirima imao je 2000., a izgubio je u finalu u Orlandu od sunarodnjaka Gonzálesa. Početkom 2001., gubi u finalu Adelaidea od njemačkog tenisača Tommyja Haasa. Prvi naslov je osvojio 2002. u Buenos Airesu. U 2003. osvojio je dva turnira, u Amersfoortu i Palermu, a izgubio je u finalu Bukurešta, Kitzbühela i Madrida. Također je osvojio turnir nižeg ranga u Sopotu u Poljskoj. Godine 2003. završio je na popisu prvih 20 tenisača svijeta. U srpnju 2004., osvojio je turnir u Kitzbühelu u Austriji pobijedivši Gastona Gaudia.
Pobijedio je i na ATP turniru Brazil Open u brazilskom gradu Costa do Sauípe 2006. godine. Njegov trener je Argentinac Gabriel Markus.

## Olimpijske igre
Sudjelovao je na Olimpijskim igrama u Sydneyu 2000. (eliminiran u 2. kolu). 
Veliki uspjeh postigao je na sljedećim Olimpijskim igrama u Ateni 2004. osvojivši dva zlata u pojedinačnoj konkurenciji i u igri parova s Fernandom Gonzálezom.

## Vanjske poveznice
- Nicolás Massú na stranici ATP-a